# Göttingen
Göttingen este un oraș universitar din landul Saxonia Inferioară, Germania. Este al cincilea oraș ca mărime al landului. Populația orașului a depășit în anul 1965 cifra de 100.000 de locuitori. La sfârșitul anului 2004 avea 129.500 de locuitori.

## Istorie
Göttingen a fost menționat documentar pentru prima dată în anul 953 sub numele de "Gutingi". În jurul anului 1200 a primit drepturile de oraș. În 1854 a fost racordat la rețeaua de cale ferată. Din anul 1988 Hanovra este conectată a Linia de cale ferată de mare viteză Hanovra-Würzburg. 
În 1866 orașul a fost anexat de Prusia, împreună cu întregul Regat al Hanovrei.

## Învățământ
Universitatea Georg-August din Göttingen este una din cele mai importante universități germane, cu peste 30.000 de studenți în anul universitar 2015/2016.

## Viața religioasă
Orașul s-a aflat în Evul Mediu sub jurisdicția diecezei catolice din Mainz. În prezent este arondat diecezei Hildesheim.

## Personalități
- Gottfried August Bürger (1747 - 1794, Göttingen), poet
- Carl Friedrich Gauß (* 1777, Braunschweig - † 1855, Göttingen), matematician
- Jacob Grimm (* 1785, Hanau; † 1863, Berlin), jurist și filolog
- Wilhelm Grimm (* 1786, Hanau; † 1859, Berlin), filolog;
- Eilhard Mitscherlich (1794 - 1863), chimist și mineralog;
- Max Born, matematician și fizician
- Heinrich Heine (* 1797, Düsseldorf - † 1856, Paris), poet și jurnalist
- Paul von Hindenburg, feldmareșal, Reichspräsident (președinte), eroul de la Tannenberg (1914)
- Robert Wilhelm Bunsen (* 1811; † 1899, Heidelberg), chimist
- Otto von Bismarck (* 1815 - † 1898), cancelar
- Max Planck (* 1858, Kiel; †  1947, Göttingen), fizician, laureat al Premiului Nobel pentru Fizică în anul 1918
- Werner Heisenberg (* 1901, Würzburg; † 1976, München), fizician, laureat al Premiului Nobel pentru Fizică în anul 1932
- Friedrich Wöhler, chimist, profesor (1836 - 1882) la Facultatea de Medicină din Göttingen;
- Otto Hahn (1879 - 1968, chimist, considerat părintele bombei atomice;
- Wilhelm Eduard Weber, fizician
- Herbert Grönemeyer (n. 1956), muzician, compozitor, actor;
- Katharina Müller-Elmau (n. 1965), actriță, muziciană

## Galerie de imagini

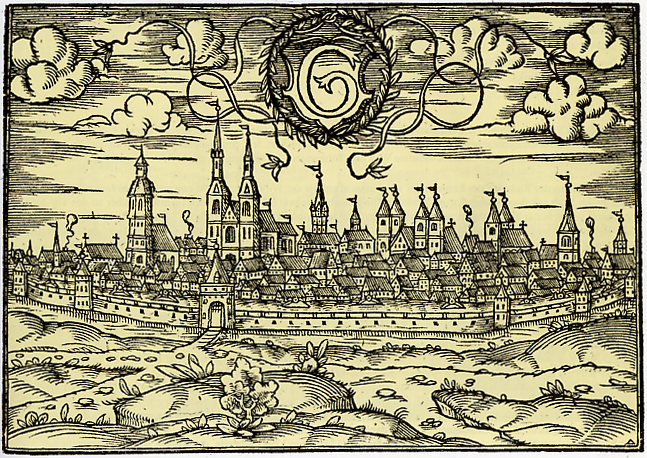
Göttingen 1585
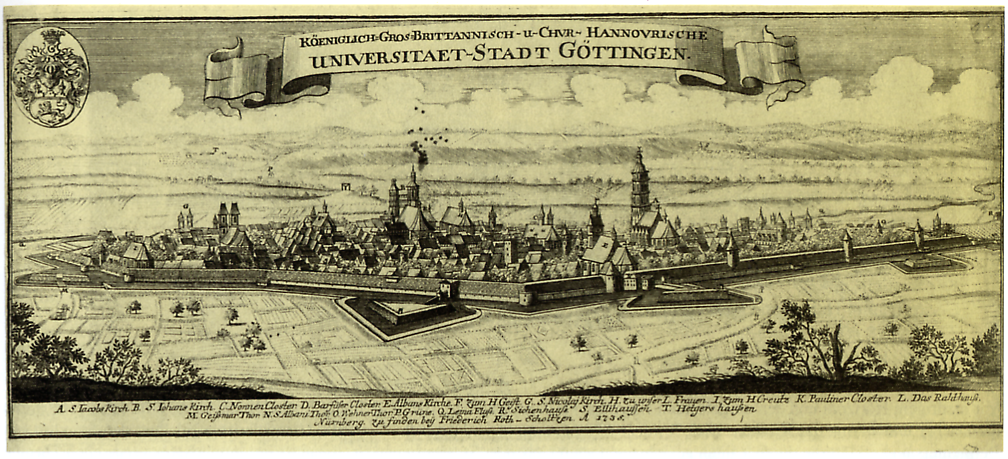
Göttingen 1735
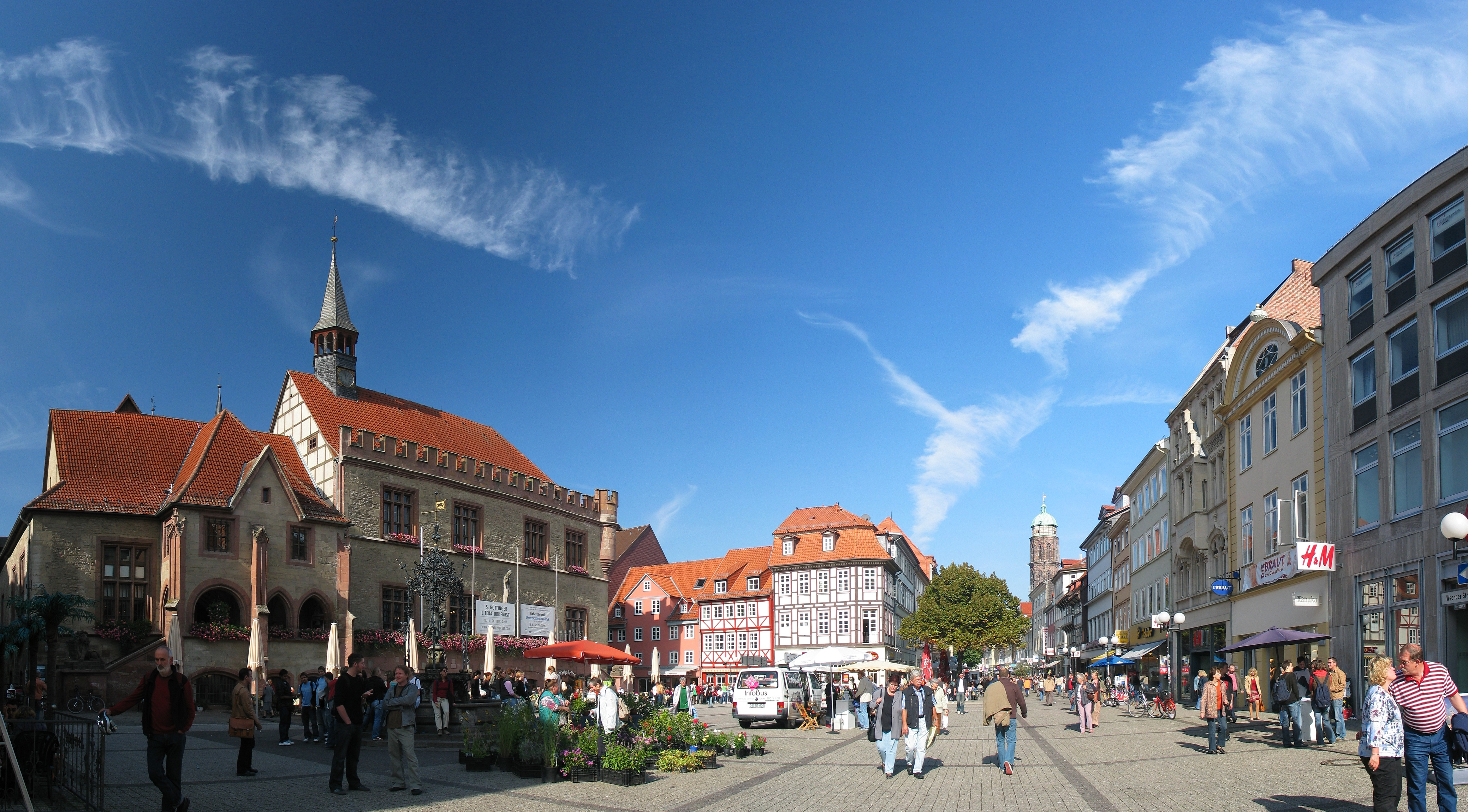
Göttingen Piața din centru
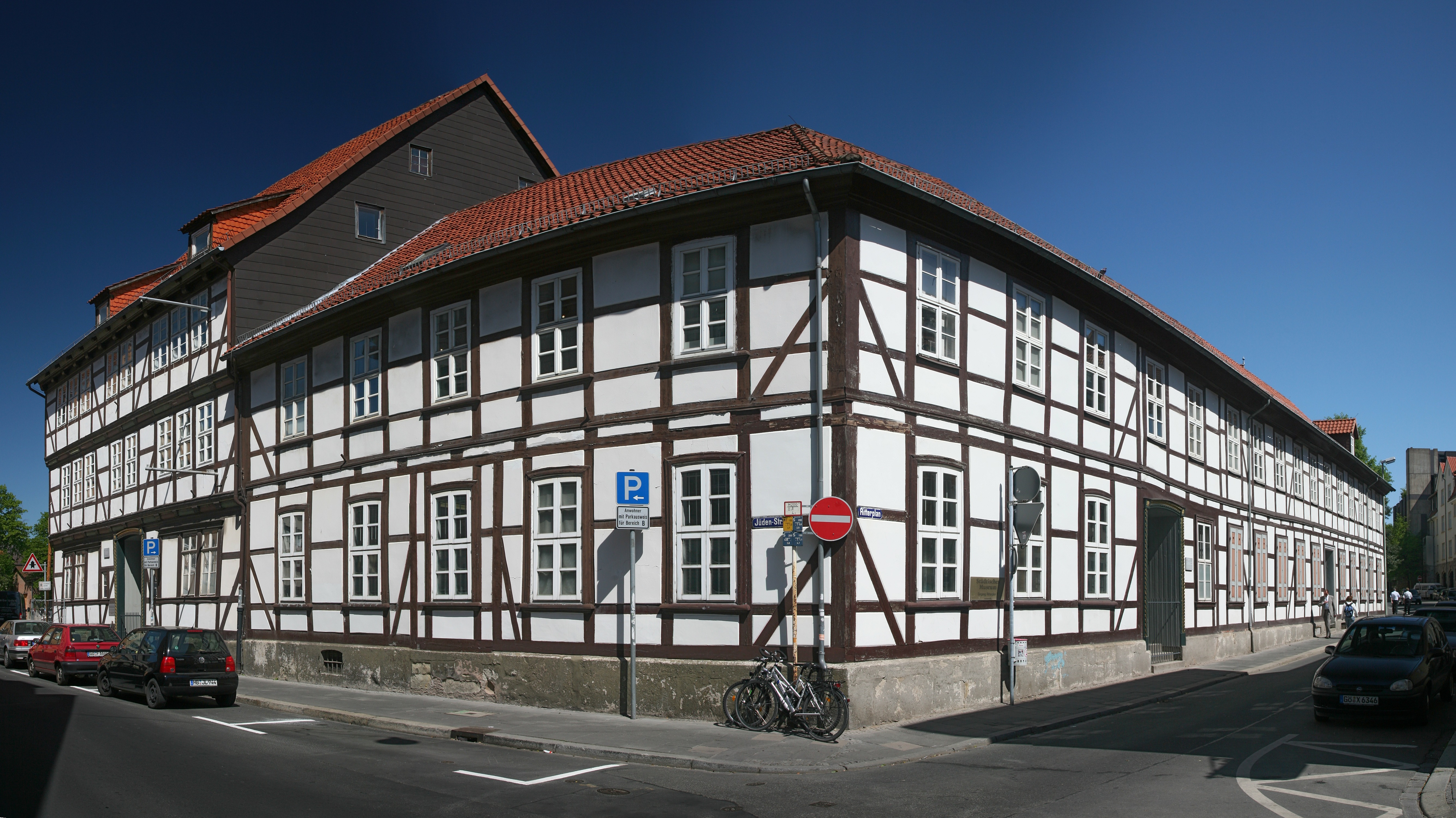
Muzeul orașului Göttingen